# Stop (film)
Stop (스톱?, SeutopLR) è un film del 2015 diretto da Kim Ki-duk.